# Alberto Galateo
Alberto Luis Galateo (ur. 1913, zm. 1961) – piłkarz argentyński, napastnik (lewy łącznik).
Jako piłkarz klubu Unión Santa Fe był w kadrze reprezentacji Argentyny w finałach mistrzostw świata w 1934 roku, gdzie Argentyna odpadła już w pierwszej rundzie. W jedynym meczu ze Szwecją zdobył dla Argentyny jedną z dwóch bramek.
Nigdy nie wziął udziału w turnieju Copa América.
W latach 1935–1937 grał w klubie CA Huracán, w którym rozegrał 32 mecze i zdobył 9 bramek. W 1938 przeszedł do klubu Chacarita Juniors, w którym rozegrał 22 mecze i zdobył 5 bramek. Następnie w 1939 rozegrał jeden mecz w barwach klubu Racing Club de Avellaneda.
W 1943 był zawodnikiem drugoligowego wówczas klubu Colegiales Buenos Aires, w którym rozegrał 12 spotkań i zdobył 1 bramkę.
Grał także w Urugwaju, w klubie Sud América Montevideo.